# Volapük
Volapük (ISO 639-3: vol; volaˈpyk, ili ˈvɒləpʊk u engleskom jeziku) (vo. Volapük) je umjetni jezik kojeg, kao materinskim jezikom, govori 20-30 ljudi. Jezik je izmislio Johann Martin Schleyer 1880. godine, a radio je na njemu od 1879. godine, a i poznato je da se taj jezik uglavnom koristi u Europi, no države govorenja jezika nisu poznate. Koristi se latinica, dok abeceda volapüka ima 27 slova, s njemačkim slovima ä i ö, bez slova q, r i w. Primjer Očenaša na volapečkome je:

O Fat obas, kel
binolin süls,
paisaludomöz
nem ola!
Kömomöd monargän
ola!
Jenomöz vil
olik,
äs in sül, i su
tal.
Bodi obsik vädeliki
givolös obes
adelo.
E pardolös
obes debis obsik,
äs id obs aipardobs
debeles obas.
E no obis nindukolös
in tentadi,
sod aidalivolös obis de bad.

## Povijest
Godine 1879. njemački redovnik, Johann Martin Schleyer objavio je svoj projekt novog jezika za upotrebu u cijelom svijetu, kako reče: po savjetu Boga. Ideja je postala popularna, i novi jezik volapük stiče više od stotinjak tisuća pristalica u Europi i Americi. Već 1889. postojalo je 316 udžbenika na 25 jezika, 283 kluba, i 25 novina i časopisa na tom jeziku.
Nasuprot tom velikom ranom uspjehu, poslije desetak godina pokret se raspada zbog borbe za prevlast u pokretu, kao i zbog raznih reformskih pokušaja. Većina pristalica ideje o Međunarodnom jeziku prelazi u tabor osnivača esperantskog pokreta (počevši od 1887. godine), i danas samo nekoliko desetina pretežno starih aktivista poznaje ili govori ovaj jezik. Godine 1931. Arie de Jong izvršio je reformu volapüka, koju prihvaćaju skoro svi dotadašnji volapükisti.
Najznačajnije kolekcije građe o volapiku, danas se nalaze u Muzeju esperanta u Beču, la American Philosophical Society (hr. Američkom filozofskom društvu) Filadelfija, Pennsylvania, i Centre de documentation et d'étude sur la langue internationale u Sho de Fond u Švicarskoj.

## Abeceda i gramatika
U volapüku piše se latinicom tako da svakom slovu odgovara jedna glasovna vrijednost. U njegovoj abecedi ne postoje slova q, w, (a u prvom projektu) ni slovo r. U sljedećem popisu nalaze se slova (abeceda) volapüka i glasovne vrijednosti po međunarodnoj fonetskoj transkripciji:
a [a], ä [ɛ], b [b], c [dʒ] ili [tʃ], d [d], e [e], f [f], g [g], h [h], i [i], j [ʃ], k [k], l [l], m [m], n [n], o [o], ö [ø], p [p], r [r], s [s], t [t], u [u], ü [y], v [v], x [ks], y [j], z [ts] 
Akcent pada na zadnji slog.
Reforma De Jonga uvodi fonemu „r“ i mijenja nekoliko riječi koji prvobitno imaju „l“ da bi bile prepoznatljivije. Na primjer, "lilöm" (hr. "kiša", od engleskog jezika "rain") u reformiranom volapiku postalo je "rein".
Schleyer je preuzeo fond riječi iz različitih europskih jezika, često izmijenjene i do stupnja teškog prepoznavanja. Na primjer, "vol" (svijet) i "pük" (jezik) potječe od engleskih reči "world" i "speech". Te su izmjene imale dva osnovna razloga: Schleyer je izbjegao umetanje suglasnika, teške mnogima za izgovor i izbjegao je "r", umjesto kojeg upotrebljava "l" jer oni čiji je materinski jezik jezik kineski ne razlikuju te dve foneme. Iako s lingvističkog aspekta nevažne "deformacije" su dobrodošle protivnicima volapüka da mu se narugaju. (Sada "logički" jezik lojban slično deformira riječi da bi ih uskladio sa svojim logičkim pravopisom).
Gramatika volapüka oslanja se na pravila preuzeta iz indoeuropskih jezika s pravilima, koja nemaju izuzetaka: gramatički oblici tvore se dodavanjem na korijen riječi nepromjenljivih gramatičkih dodataka, slično kao i u njemačkom jeziku. Imenice imaju fleksije za 4 padeža: nominativ, genitiv, dativ i akuzativ. Glagoli dobivaju fleksije za vrijeme, završen i nezavršen oblik, lice, broj i (u trećem licu) za spol subjekta. Množina se dobiva pomoću nastavka "-s": "ob" = ja, "obs" = mi, itd. Reforme koje je izvršio De Jong su donekle pojednostavile gramatiku, izbjegle su se donekle vrste riječi s fleksijama za spol kod zamjenica i afikasa.

## Vanjske poveznice
- Lengua Volapük
- vo.wikipedia.org Glavna stranica vo.wiki
- Flenef bevünetik Volapüka